# فالغيار (مترو باريس)
فالغيار (بالفرنسية: Falguière)‏ هي محطة مترو تابعة لمترو باريس تقع في فرنسا في الدائرة الخامسة عشرة في باريس.[بحاجة لمصدر]